# 湿地岩黄耆
湿地岩黄耆（学名：Hedysarum inundatum）为豆科岩黄耆属下的一个种。

## 扩展阅读
- 維基物種上的相關：湿地岩黄耆